# Martin B-10
Martin B-10 là loại máy bay ném bom một tầng cánh làm hoàn toàn bằng kim loại đầu tiên được đưa vào sử dụng thường xuyên trong biên chế của Quân đoàn Không quân Lục quân Hoa Kỳ, nó được đưa vào biên chế tháng 6/1934. Nó cũng là máy bay ném bom sản xuất hàng loạt đầu tiên có hiệu năng tốt hơn so với các máy bay tiêm kích của Lục quân cùng thời.
B-10 cùng được dùng làm khung thân cho các loại B-12, B-13, B-14, A-15 và O-45 dùng động cơ Pratt & Whitney thay cho động cơ Wright Cyclones.

## Biến thể

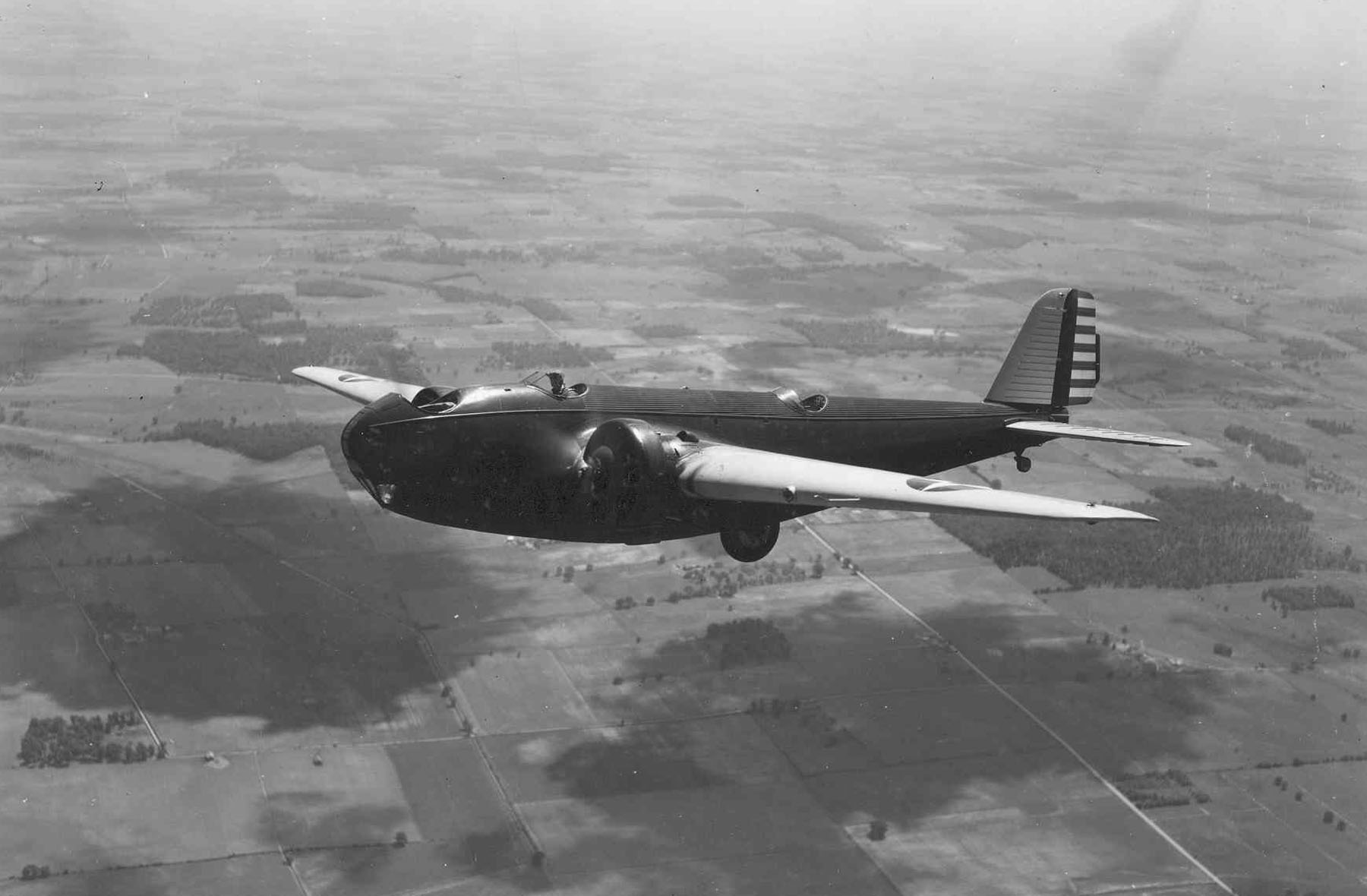
Martin XB-907

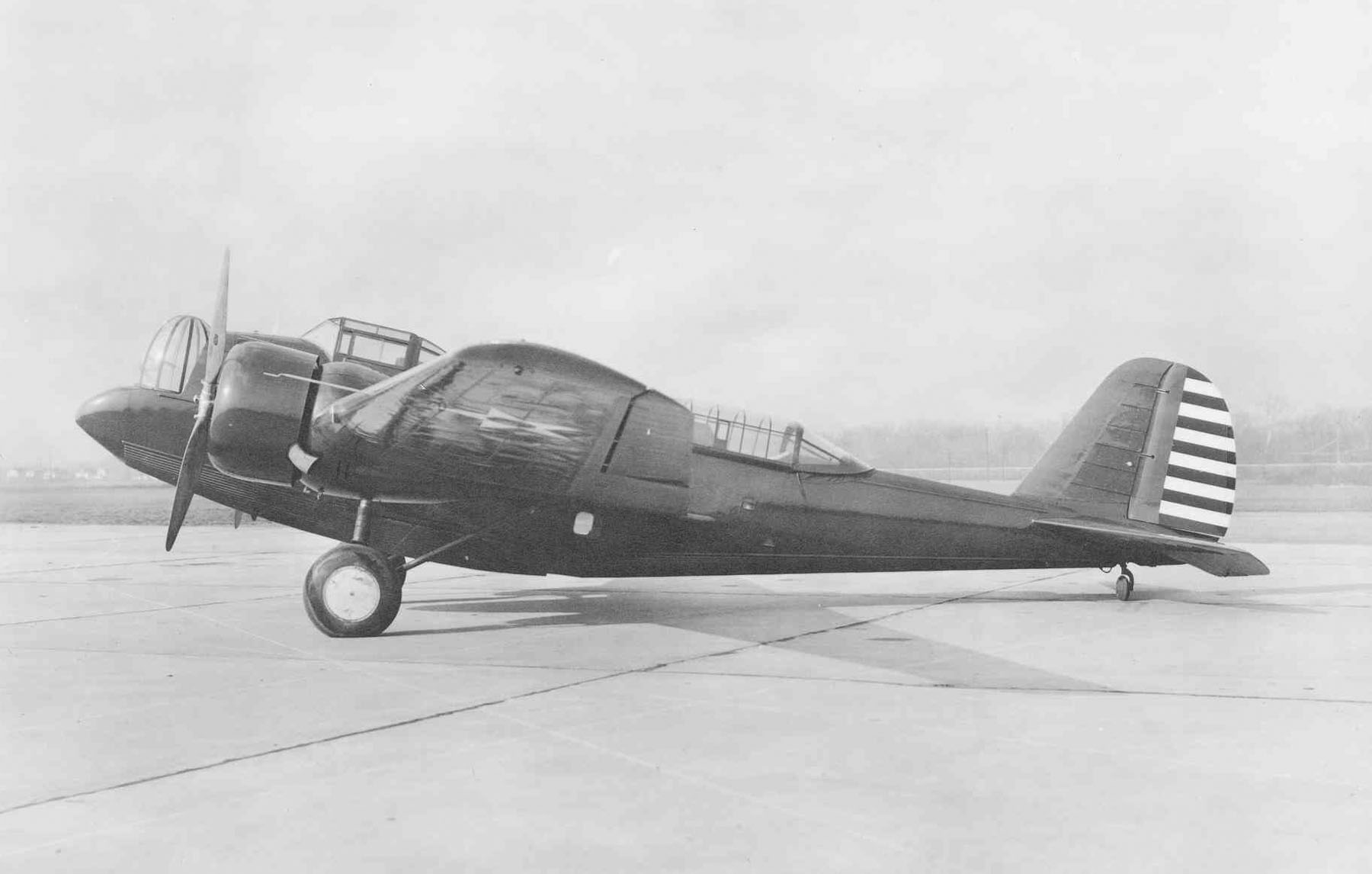
Martin YB-10

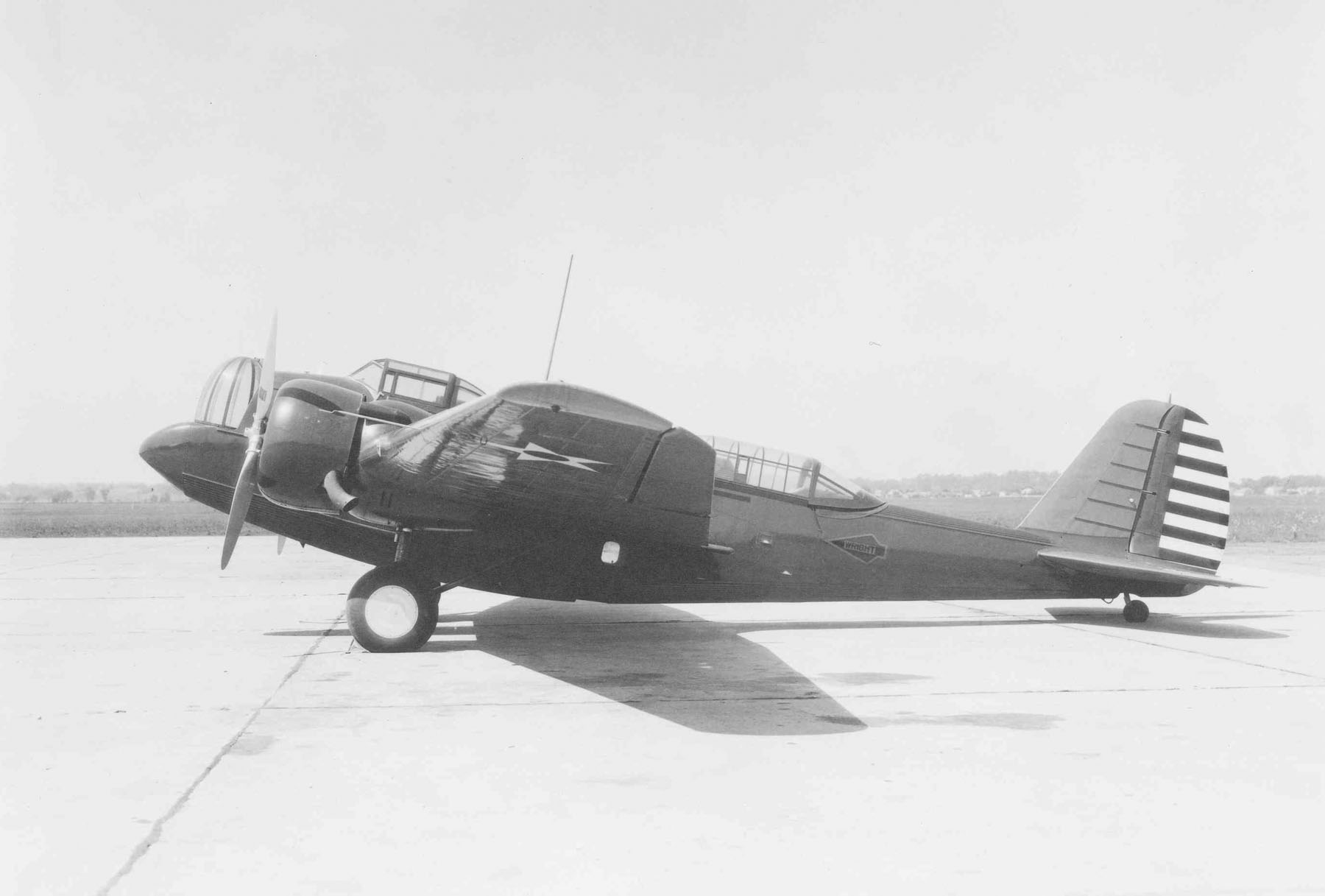
Martin B-12

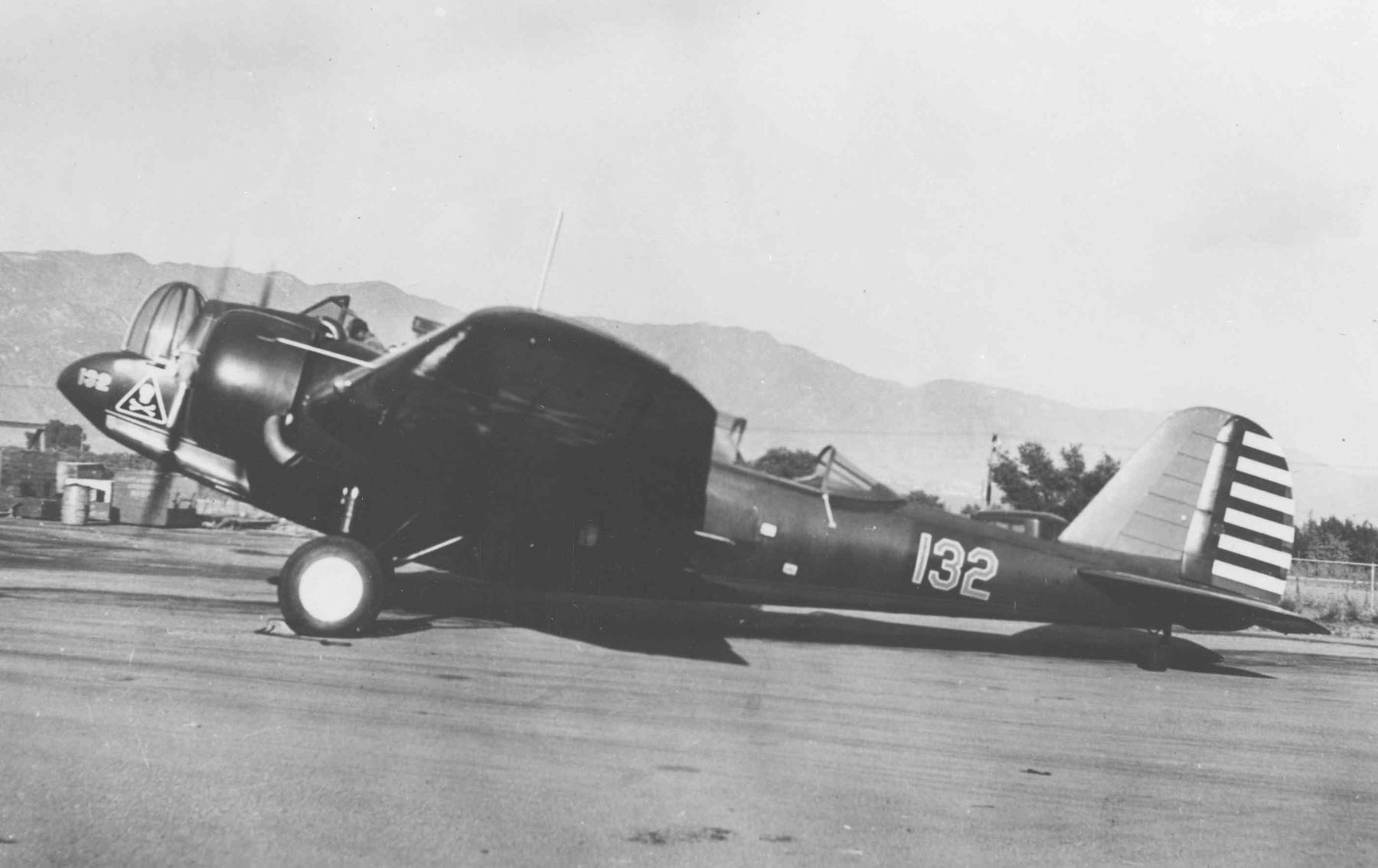
Martin B-12A

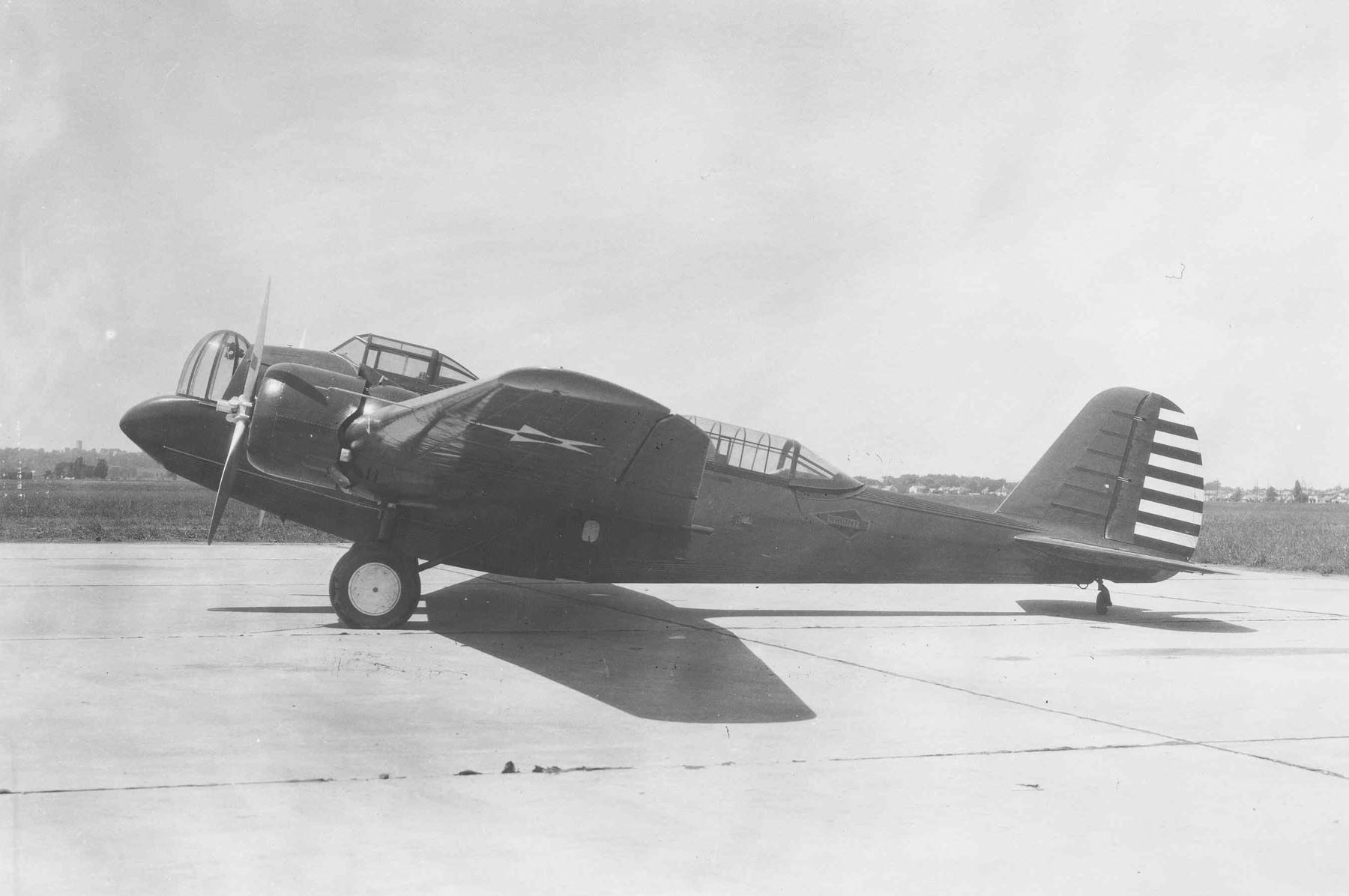
Martin XB-14

Martin Model 123
XB-907
XB-907A
XB-10
YB-10
B-10
RB-10MA
YB-10A
B-10B
B-10M
YB-12
B-12A
YB-13
XB-14
A-15
YO-45
Martin Model 139
Model 139WA
Model 139WAA
Model 139WAN
Model 139WC
Model 139WH
Model 139WS
Model 139WSM
Model 139WSP
Model 139WT

## Quốc gia sử dụng
Argentina
- Không quân Argentina
- Hải quân Argentina[5]

 Đài Loan
- Không quân Cộng hòa Trung Hoa

 Dutch East Indies

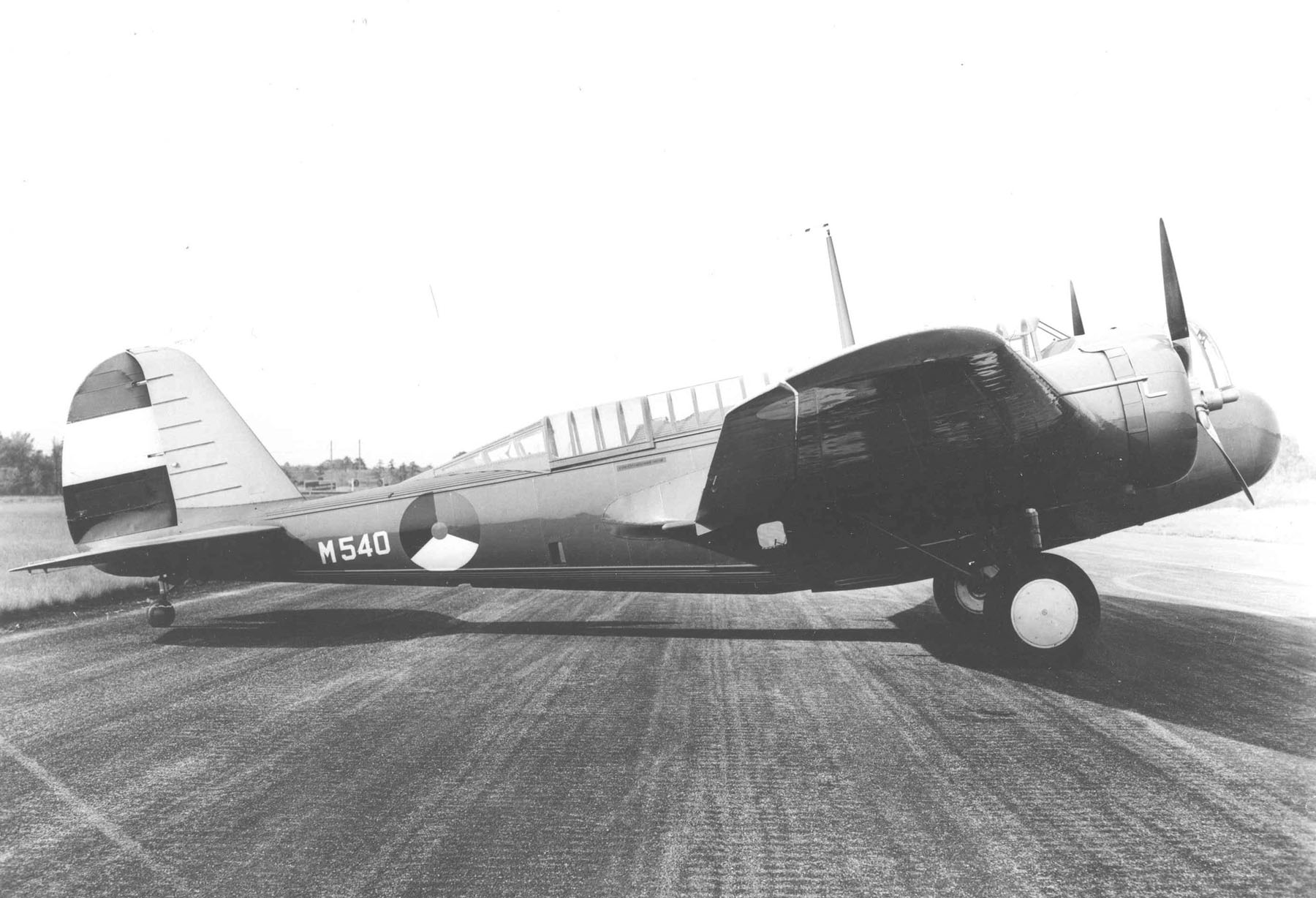
Side view of Dutch Martin Model 166

- Không quân Lục quân Hoàng gia Đông Ấn Hà Lan

 Indonesia
- Không quân Indonesia

 Philippines
- Quân đoàn Không quân Lục quân Philippines

 Xiêm La
- Không quân Hoàng gia Thái Lan[6][7]

 Thổ Nhĩ Kỳ
- Không quân Thổ Nhĩ Kỳ

 Liên Xô
- Không quân Liên Xô.

 United States
- Quân đoàn Không quân Lục quân Hoa Kỳ

## Tính năng kỹ chiến thuật (B-10B)
United States Military Aircraft Since 1909

### Đặc điểm riêng
- Tổ lái: 3
- Chiều dài: 44 ft 9 in (13,6 m)
- Sải cánh: 70 ft 6 in (21,5 m)
- Chiều cao: 15 ft 5 in (4,7 m)
- Diện tích cánh: 678 ft² (63 m²)
- Trọng lượng rỗng: 9.681 lb (4.391 kg)
- Trọng lượng có tải: 14.700 lb (6.680 kg)
- Trọng lượng cất cánh tối đa: 16.400 lb (7.440 kg)
- Động cơ: 2 × Wright R-1820-33 (G-102) "Cyclone", 775 hp (578 kW) mỗi chiếc

### Hiệu suất bay
- Vận tốc cực đại: 213 mph (185 kn, 343 km/h)
- Vận tốc hành trình: 193 mph (168 kn, 310,6 km/h)
- Tầm bay: 1.240 mi (1.078 nmi, 1.996 km)
- Trần bay: 24.200 ft (7.380 m)
- Vận tốc lên cao: 1.380 ft/phút (420 m/phút)
- Lực nâng của cánh: 21,7 lb/ft² (106 kg/m²)
- Lực đẩy/trọng lượng: 0,105 hp/lb (173 W/kg)

### Vũ khí
- 3 súng máy Browning.30 in (7,62 mm)
- 2.260 lb (1.030 kg) bom